# ジャッキー・トラッド
ジャックリン・アン・トラッド (英: Jacklyn Anne Trad、1972年4月25日 - ) は、オーストラリアの元政治家。
2015年から2020年までクイーンズランド州副首相、2017年から2020年までクイーンズランド州財務官を務め、2012年4月から2020年10月まで労働党のサウス・ブリスベン選挙区選出議員として活動した。クイーンズランド州の運輸大臣、貿易大臣、インフラストラクチャー、地方政府および計画大臣、パラシュチュク政府のアボリジニおよびトレス海峡島民パートナーシップ担当大臣を務めた。

## 私生活と家族
レバノン移民の次女で、彼女の第一言語はアラビア語レバノン方言だった。家族は1979年にレバノンに戻り、ベイルートに1年間住み、彼女はインターナショナル・カレッジに通った。オーストラリアに戻ると、ブリスベンのルーデス・ヒル大学に通い、グリフィス大学で学士（教養）を取得し、シドニー大学で公共政策修士（専門職）を取得した。
現在は夫と2人の子供と共にウエスト・エンド郊外に住んでいる。
トラッドはマロン典礼カトリック教会の伝統を持っているカトリックであると認識している。

## 政治経歴
2012年4月28日に行われたサウス・ブリスベン補欠選挙でトラッドは議員に選出された。この補欠選挙は、前労働党の現職であるアンナ・ブライ前首相の辞任後に行われたものである。
トラッドはまた、オーストラリア労働党 (ALP)の組織内でいくつかの役職を歴任してきた。彼女は以前、クイーンズランド州ALP州次官補、クリルパ支部会長、ALP全国および州会議の代表、全国執行委員会のメンバー、クイーンズランド労働女性組織の事務局長を務めていた。彼女は現在、クイーンズランド労働党の左翼派閥のリーダーである。
トラッドは同性結婚の支持者として記録に残っている。彼女は同性パートナーによる養子縁組の支持者でもある。

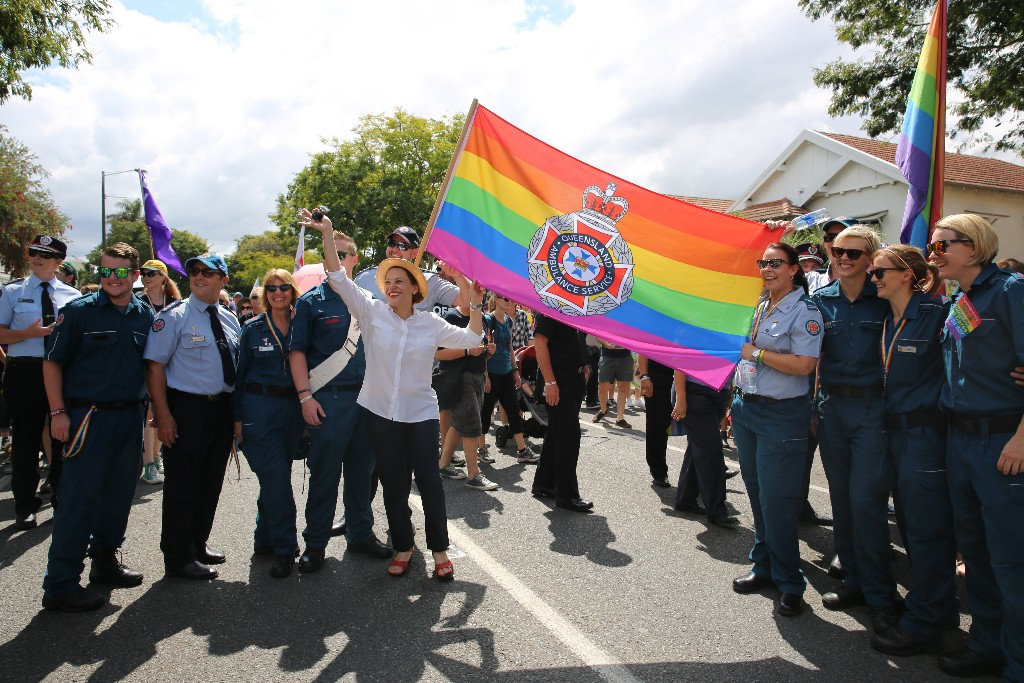
ブリスベン・プライド・フェスティバル2016でのジャッキー・トラッドMP

### 野党
2012年4月29日、野党党首のアナスタシア・パラスズキュークは、トラッドを交通と幹線道路、環境と遺産保護、中小企業、消費者問題、芸術を担当する影の大臣に任命した。
トラッドは、議会の倫理委員会と議会の犯罪および不正行為委員会のメンバーにそれぞれ任命され、2012年5月から2015年1月まで務めた。
2012年9月11日、レイ・スティーブンス下院議長は議会での討論でトラッドさんのことを「ジハード・ジャッキー」と呼び捨てにしました。この言葉は彼女のレバノンの伝統を指していると考え、トラッドさんは異議を申し立て、その発言の撤回を要求しました。このやりとりの直後、キャンベル・ニューマン首相は、ジャッキー・トラッドさんを「貴重な存在」であり、「硬くなる」必要があると発言しました。トラッドさんは議会の外で、"クイーンズランド州議会が、この種の人種差別的な辛辣な言葉を容認するのは言語道断だ。"とコメントした。彼女のコメントは、エスニック・コミュニティ評議会のイアン・ムイル事務局長も同じで、スティーブンス氏のコメントは、特にイスラム教徒のコミュニティの人々を動揺させると述べ、「犬笛のようなものだ」と表現した。

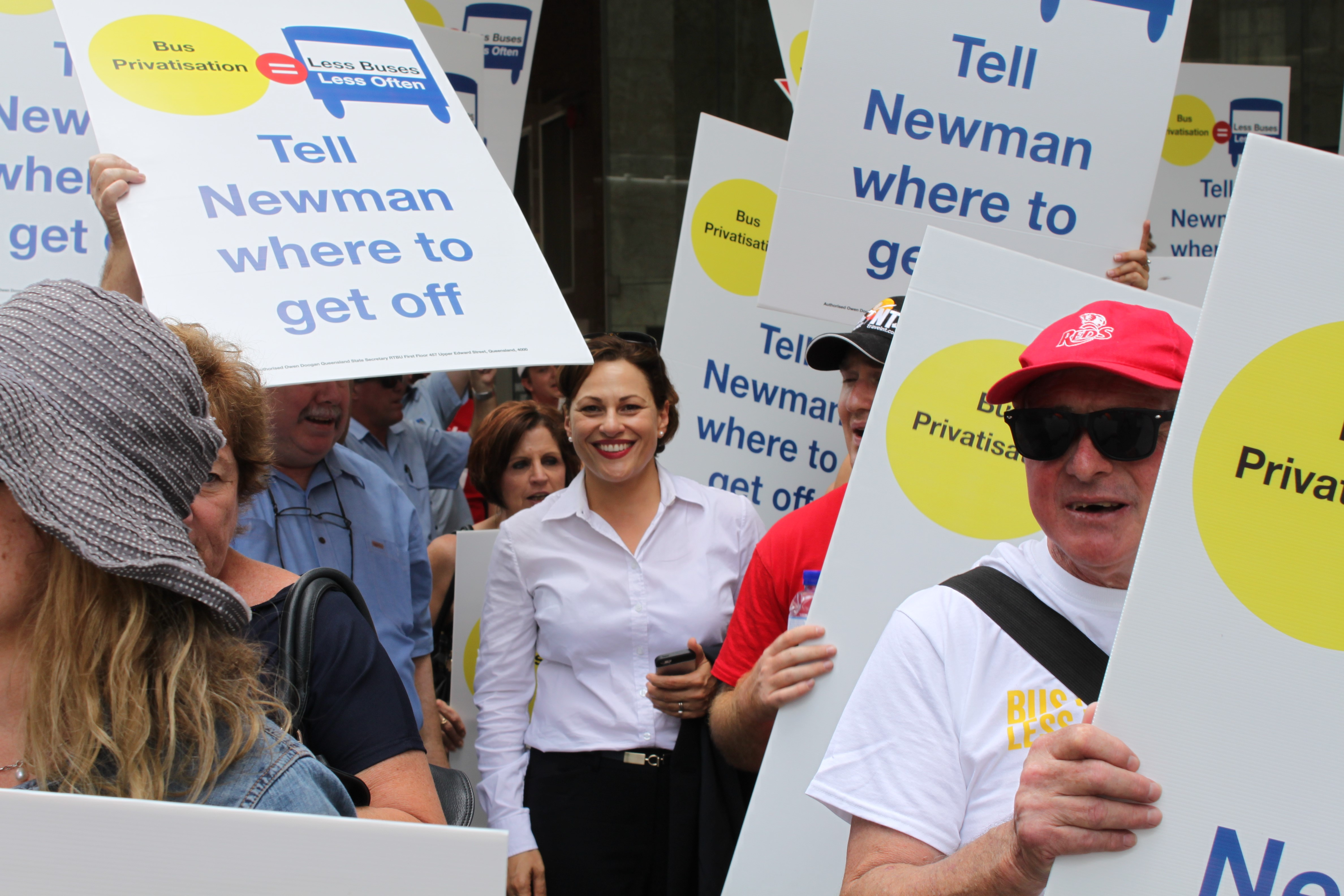
2015 年 1 月、民営化に反対するブリスベンRTBU集会での Trad

### 第一パラシュチュク内閣
2015年1月31日のクイーンズランド州選挙後、Tim Mulherinは副首相を退任し、Tradが後継者に指名された。こうして彼女は2015年2月14日、パラシュチュック省においてクイーンズランド州副首相に就任した。
トラッドは副首相に就任したほか、インフラストラクチャー・地方政府・計画担当大臣、運輸担当大臣、貿易担当大臣に就任した。2015年12月にパラシュチュック省が14から17に規模を拡大するなどの変更を行った後、運輸のポートフォリオはスターリング・ヒンチリフ新大臣に移管されました。2017年2月にヒンチリフ氏が運輸大臣を辞任した後、トラッドが同ポートフォリオを取り戻し、2017年12月12日に第2次パラシュチュック省が発足するまで同ポートフォリオを保持した。

#### 樹木伐採法
2016年3月17日、トラッドは「植生管理（復権）修正法案」を議会に提出した。パラシュチュック政府の法案は、在来植生を保護するために2005年に制定された「野生河川法」の前政権による廃止を覆すことを意図している。2013年のニューマン政権下での法改正により、クイーンズランド州では樹木伐採の割合が増加していた。州全体の土地被覆と樹木の調査（SLATS）報告書によると、2013-14年に296,324ヘクタールが伐採され、2009-10年の3倍に増え、2006年以来最も高い水準となった。2014-15年の報告書では、さらに207,000ヘクタールが伐採されたことが判明している。Tradは、この法案を「国をリードするもの」であり、グレートバリアリーフを保護するためのPalaszczuk政府の重要な公約の1つであると述べました。自然保護団体による広範な国民運動にもかかわらず、法案は賛成42票、反対44票で立法院を通過することができませんでした。パラシュチュック政権が自国の法案の一つを議会で通過させることができなかったのは初めてのことであった。トラッドさんは2016年10月、労働党が次の選挙で勝利した場合、この法案を再提案すると発表しました。2017年の選挙での勝利を受けて、労働党は同法案を「植生管理等法改正法案2018」として再提案し、2018年5月9日に可決された。

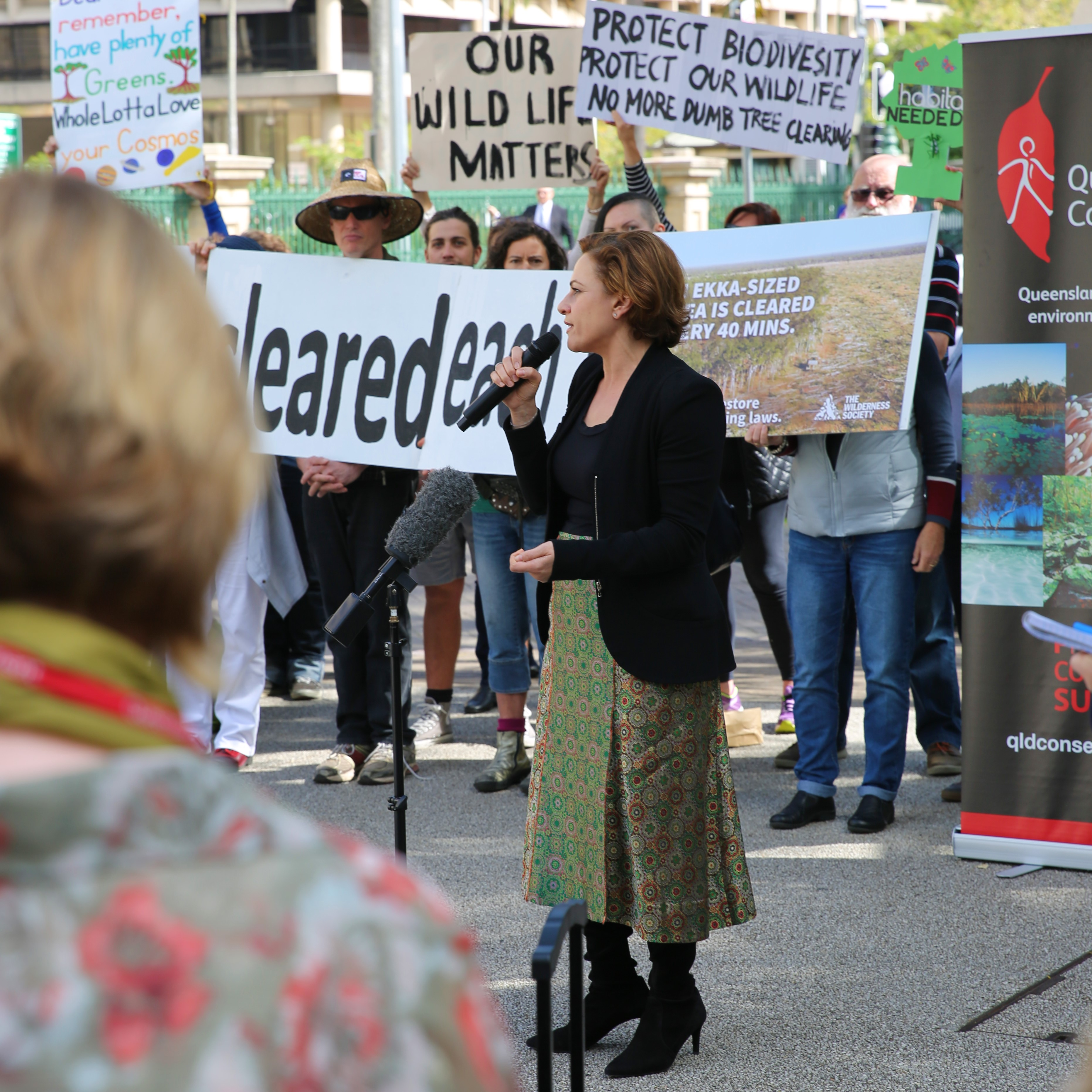
2016 年 8 月の植生管理 (回復) 修正法案を支持する一般集会でのジャッキー トラッド MP。

#### 中絶改革
2016年5月10日、無所属の元労働党議員ロブ・パインは、クイーンズランド州における中絶の非犯罪化を目的とした2つの法案を立法院に提出した。トラッドは政府系議員として初めて法案を支持し、自らを「恥じることのないプロチョイス」であると述べた。彼女は、クイーンズランド州の法律が「判例に追いつき、妊娠中絶を刑事問題ではなく、健康問題として扱うべき時である」と述べた。中絶法改革を支持する彼女の公の発言は、ブリスベンのカトリック大主教マーク・コレジに、彼女と労働党の同僚に「助言」するよう申し出た。パイン氏の法案に反対する集会で、大主教は中絶をナチス・ドイツになぞらえたこともある。トラッドさんはこう答えた。大主教は、クイーンズランド州議会で審議されていることよりも、施設内虐待の調査やその調査結果など、もっと重要なことに目を向けていると思うのですが」と答えたが、これは「児童性的虐待への制度的対応に関する王立委員会」のことを指している。自民党による法案反対票の決定を受け、パイン氏は2017年2月に両法案を取り下げた。
パラシュチュック政権はこの問題をクイーンズランド州法改革委員会に付託し、次の国会期には中絶を非犯罪化する独自の法案を提出すると公約した。2018年8月22日、クイーンズランド州議会に「妊娠終了法案2018」が提出され、同年10月25日に可決された。

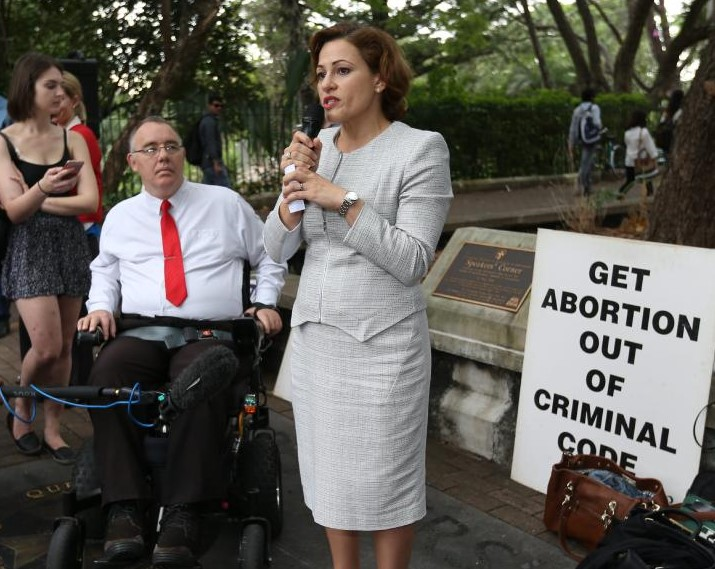
2016 年 5 月、中絶法改革を支持する集会でのジャッキー トラッド議員。

#### 企画改革
2015 年 11 月 12 日、Trad は 2016 年計画法となるものを含め、クイーンズランド州のインフラストラクチャと計画の枠組みを改革することを目的とした 3 つの政府法案を立法議会に提出しました。 新しい計画法は、州内の計画規則にいくつかの変更を加えました。これには、提案された開発が計画コードに対してより厳密に評価されることを保証する「限定された」コード評価の導入、歴史的建造物に影響を与える可能性のある提案された開発の独立した審査、地方自治体に対する要件が含まれます。開発決定の理由を初めて公開し、地方自治体がコミュニティ インフラストラクチャを提供するためのインフラ料金を引き上げることができるようにし、住民やコミュニティ グループが不利な費用命令を下されることなく、開発決定に異議を申し立てることができるようにします。    

#### 地方自治体の選挙制度改革
2016 年 12 月 1 日、Trad は地方政府選挙 (地方政府の透明性と説明責任) およびその他の法改正法案をクイーンズランド州議会に提出しました。この法案は 2017 年 5 月 10 日に成立し、多くの既存の法律、特に 2011 年の地方政府選挙法が改正されました。 

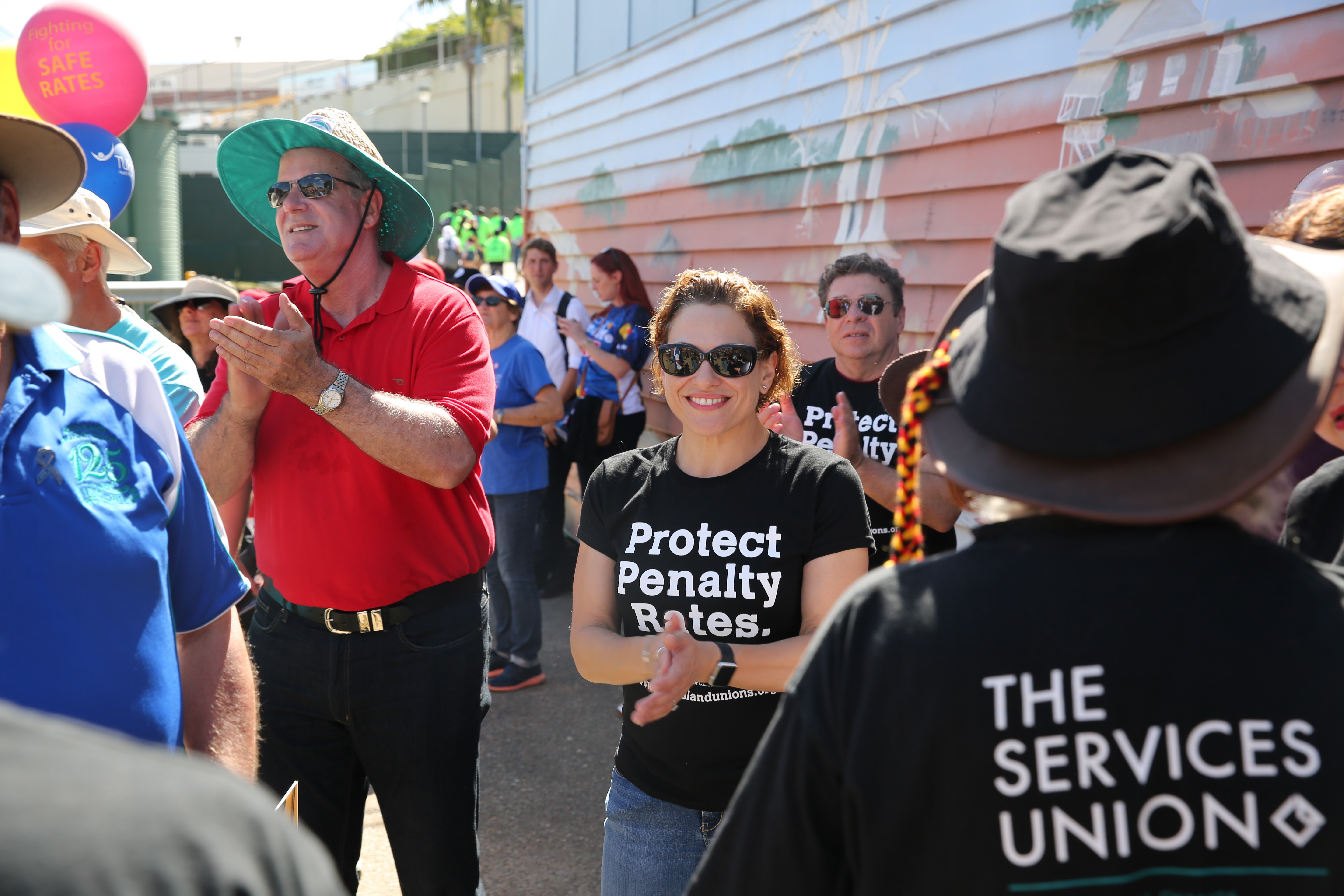
2017 年ブリスベンのレイバー デイラリーでのトラッド

地方政府の透明性と説明責任に関する犯罪汚職委員会の 2015 年 12 月の報告書は、法案導入の主要なきっかけとして注目されました。 その結果、「リアルタイム」の政治献金の開示 (パラシュチュク政府によって導入された州選挙の改革に沿ったもの) を含む、地方自治体の選挙に対する多くの改革が行われ、候補者と第三者の選挙開示の寄付のしきい値が 500 ドルに設定されました。市議会議員の利子贈与開示基準の記録、およびすべての未使用の選挙運動の寄付金は、将来の選挙運動の支出のために保持されるか、関連する政党に返還されるか、または登録された慈善団体に譲渡される必要があります。 

### 第二パラシュチュク内閣
2017年12月12日、トラッドは第2次パラシュチュック省の副首相兼財務大臣兼アボリジニ・トレス海峡諸島民パートナーシップ担当大臣として就任した。

#### 最初の予算
トラッドは2018年6月、クイーンズランド州財務長官として初の2018-19会計年度予算を発表した。公式予算書では、2017-18年度の黒字額が15億1200万ドルと、2017年12月の「中期財政・経済レビュー」での予測の3倍以上であることが発表された。また、2018-19年度予算では、今後4年間の営業黒字を予測した。予測黒字の増加により、2017-18年の一般政府部門の債務は、2017-18年予算での予測より約24億ドル減少した。しかし、政府債務は2018/19年の合計708億ドルから2021-22年には830億ドルに増加すると予想された。
予算には、クリーンなベースロード電力を提供するための集中型太陽熱プロジェクトの開発を支援するための資本助成金として、2018 ～ 19 年に 5,000 万ドルが含まれており、9,700 万ドルの Advancing Clean Energy Schools プログラムによる太陽光およびエネルギー効率対策のための 3 年間にわたる追加資金が含まれていました。 . 

#### 鉱業再生改革
Trad は、2018 年 2 月 15 日に鉱物およびエネルギー資源 (金融供給) 法案を提出し、同年 11 月に可決されました。  MERFP 法は、採掘活動によって乱された土地が、環境に害を及ぼさない安全で安定した地形に修復され、採掘会社に段階的な修復および閉鎖計画の作成を要求することにより、承認された採掘後の土地利用を維持できるようにすることを目的としています。  漸進的リハビリテーションおよび閉鎖計画の要件は、2019 年 11 月 1 日に開始され、新しい鉱山の既存の環境当局プロセスに統合されました。 

#### 第二予算
2019-20 年度のクィーンズランド財務長官としての Trad の 2 回目の予算は、2019 年 6 月に提出されました。 予算によって明らかにされた重要な支出は、クイーンズランド州が 50% の再生可能エネルギー目標を達成するのを支援するために、最近設立された政府所有のクリーン エネルギー発電事業者である CleanCo への 2 億 5,000 万ドルの割り当てであり、低排出およびゼロ排出発電資産のポートフォリオを運用および拡大しています。 予算には、グレート バリア リーフ海洋公園局とクイーンズランド公園野生生物局が実施するサンゴ礁保護対策のための共同フィールド管理プログラムを含む、グレート バリア リーフに対する 5 年間の 3 億 3,000 万ドルの割り当ても含まれていました。

#### 投資物件に関する質問
クイーンズランド州首相のアナスタシア・パラシュチュクは、投資物件をめぐって浮上した論争を受けて、ブリスベンのクロスリバー鉄道プロジェクトとのすべての取引からトラッドを外しました。 この物件は、2019 年 3 月にブリスベン郊外のウーロンガバにあるトラッドの家族信託によって 695,000 ドルで購入されました。この場所は、Trad が大臣の責任を負った 54 億ドルのクロス リバー鉄道プロジェクトで提案されたボゴ ロード駅の近くにありました。  その後、Trad は、野党党首Deb Frecklingtonによって犯罪汚職委員会(CCC) に付託されました。  委員会の委員長は、Trad からの電話について質問された後、調査への参加を辞退しました。 
2019 年 9 月、委員会は Trad を調査しないと発表し、腐敗行為の合理的な疑いを裏付ける証拠は見当たらないと述べました。委員会は、汚職のリスクを軽減するための規則の変更と法律について、いくつかの勧告を行いました。  

#### 辞任とCCCの調査
2020年5月9日、犯罪・汚職委員会は、トラッドが選挙区内に新しく建設される学校の校長選考において権力を不正に行使した可能性について調査を開始した。同日、彼女はCCCの調査が終了するまで、副首相と財務大臣を含むすべての閣僚職から身を引くと発表した。副首相にはスティーブン・マイルズ保健相が、財務相にはキャメロン・ディックが就任する予定だった。翌日、正式に辞任した。
CCC の調査は、その年の 7 月にトラッドをクリアし、「副首相が犯罪を犯した、または彼女が不誠実または腐敗した意図によって動機付けられたという一応の証拠はない」と述べた。しかし、教育省が採用活動を処理した方法が汚職のリスクを生み出したとも述べています。 
トラッドは後に記者団に対し、CCC の調査結果によって正しさを証明されたと感じ、腐敗監視機関に対する LNP 反対派による照会は政治的な動機によるものであると語った。 
トラッドは大きなプレッシャーの中で2020年の選挙に臨んだ。グリーンズが狙う限界的な議席と、LNPが労働党よりもグリーンズを優先するという決定が重なり、トラッドはグリーンズ2度目の挑戦者エイミー・マクマホンに議席を奪われるのではないかという臆測を呼び起こしたのだ。トラッド自身は「政治生命をかけた戦い」をしていると宣言した。10月下旬に行われたサウス・ブリスベンの選挙区のニュースポールによると、2党優先投票54.5%でグリーンズが議席を獲得するとされた。
選挙の夜、ABCの心理学者アントニー・グリーンは、サウス・ブリスベンの議席をグリーンズ候補に託した。トラッド候補は一次投票からわずかな票差だったにもかかわらず、一位から二位に転落し、その後LNPの優先順位配分で二人の候補の優先順位が8.90%も下がるという結果になった。